# Scheibenhard
Scheibenhard [ʃaibənaʁt] est une commune française située dans la circonscription administrative du Bas-Rhin et, depuis le 1er janvier 2021, dans le territoire de la Collectivité européenne d'Alsace, en région Grand Est.
Cette commune se trouve dans la région historique et culturelle d'Alsace.
Ses habitants sont appelés les Scheibenhardois.

## Géographie

### Localisation
Scheibenhard est située à la frontière entre l'Allemagne et la France, près de la Lauter, qui sépare le village du village allemand de Scheibenhardt.

### Communes limitrophes
Les communes limitrophes sont Lauterbourg, Mothern, Neewiller-près-Lauterbourg, Niederlauterbach et Scheibenhardt.
|                            | Scheibenhardt ( Allemagne) |             |
| Niederlauterbach           | Scheibenhard               | Lauterbourg |
| Neewiller-près-Lauterbourg |                            | Mothern     |

### Hydrographie
La commune est dans le bassin versant du Rhin au sein du bassin Rhin-Meuse. Elle est drainée par la Lauter et le ruisseau le Landbach,.
La Lauter, d'une longueur de 39 km, prend sa source dans la commune de Wissembourg et se jette  dans le Rhin en rive gauche en Allemagne, peu après Lauterbourg. 

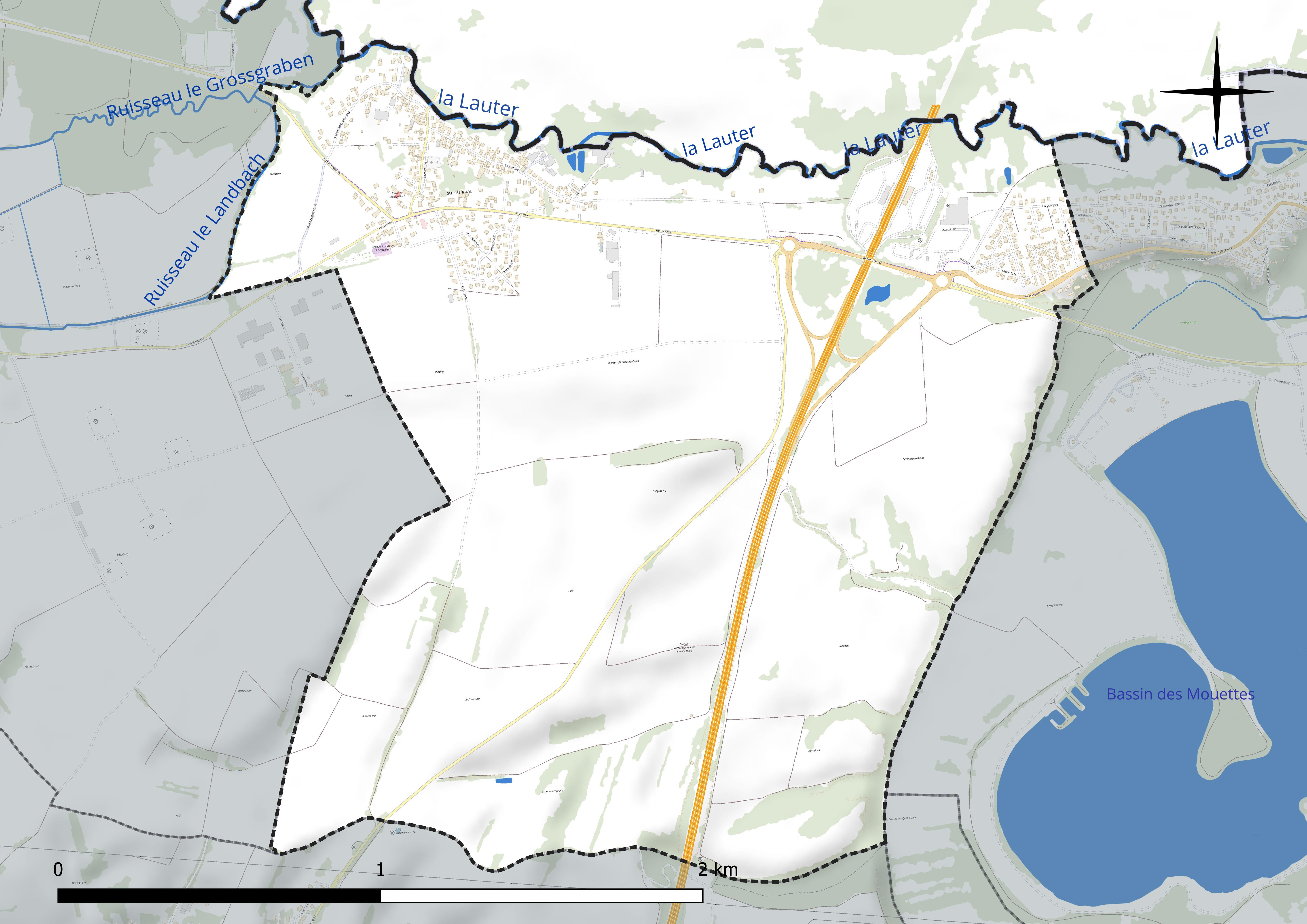
Réseau hydrographique de Scheibenhard.

### Climat
Pour des articles plus généraux, voir Climat du Grand Est et Climat du Bas-Rhin.
En 2010, le climat de la commune est de type climat des marges montargnardes, selon une étude du Centre national de la recherche scientifique s'appuyant sur une série de données couvrant la période 1971-2000. En 2020, Météo-France publie une typologie des climats de la France métropolitaine dans laquelle la commune est exposée à un climat semi-continental et est dans la région climatique  Alsace, caractérisée par une pluviométrie faible, particulièrement en automne et en hiver, un été chaud et bien ensoleillé, une humidité de l’air basse au printemps et en été, des vents faibles et des brouillards fréquents en automne (25 à 30 jours). 
Pour la période 1971-2000, la température annuelle moyenne est de 10,8 °C, avec une amplitude thermique annuelle de 17,9 °C. Le cumul annuel moyen de précipitations est de 945 mm, avec 11,4 jours de précipitations en janvier et 10,3 jours en juillet. Pour la période 1991-2020, la température moyenne annuelle observée sur la station météorologique installée sur la commune est de 11,8 °C et le cumul annuel moyen de précipitations est de 739,0 mm. 
La température maximale relevée sur cette station est de 38,8 °C, atteinte le 7 août 2015 ; la température minimale est de −15,2 °C, atteinte le 11 janvier 2009,,. 
| Mois                                  | jan.           | fév.          | mars          | avril         | mai           | juin          | jui.          | août          | sep.          | oct.          | nov.          | déc.           | année      |
| ------------------------------------- | -------------- | ------------- | ------------- | ------------- | ------------- | ------------- | ------------- | ------------- | ------------- | ------------- | ------------- | -------------- | ---------- |
| Température minimale moyenne (°C)     | 0,6            | 0,8           | 3,2           | 6,7           | 10,2          | 13,9          | 15,2          | 14,8          | 11,1          | 7,6           | 4,1           | 1,6            | 7,5        |
| Température moyenne (°C)              | 2,9            | 3,9           | 7,5           | 12,2          | 15,5          | 19,3          | 21            | 20,6          | 16,4          | 11,7          | 6,8           | 3,8            | 11,8       |
| Température maximale moyenne (°C)     | 5,3            | 7             | 11,7          | 17,6          | 20,7          | 24,6          | 26,7          | 26,4          | 21,8          | 15,8          | 9,6           | 6,1            | 16,1       |
| Record de froid (°C) date du record   | −15,2 11.01.09 | −15 05.02.12  | −6,8 01.03.18 | −3 02.04.20   | 1,3 05.05.19  | 7,1 14.06.08  | 7,9 10.07.19  | 7,8 11.08.16  | 2,9 26.09.18  | −3,8 29.10.12 | −5,9 30.11.16 | −14,7 26.12.10 | −15,2 2009 |
| Record de chaleur (°C) date du record | 17,1 01.01.23  | 19,7 24.02.21 | 25,7 31.03.21 | 30,2 28.04.12 | 33,2 29.05.17 | 37,4 19.06.22 | 38,3 25.07.19 | 38,8 07.08.15 | 32,6 12.09.23 | 29,2 13.10.23 | 22,2 02.11.20 | 18,6 31.12.22  | 38,8 2015  |
| Précipitations (mm)                   | 59,3           | 53,2          | 49,3          | 41,4          | 76,9          | 73,8          | 76,9          | 69,4          | 49,6          | 52,9          | 57,3          | 79             | 739        |

| Diagramme climatique                                  |          |             |             |              |              |              |              |              |             |            |          |
| J                                                     | F        | M           | A           | M            | J            | J            | A            | S            | O           | N          | D        |
| 5,30,659,3                                            | 70,853,2 | 11,73,249,3 | 17,66,741,4 | 20,710,276,9 | 24,613,973,8 | 26,715,276,9 | 26,414,869,4 | 21,811,149,6 | 15,87,652,9 | 9,64,157,3 | 6,11,679 |
| Moyennes : • Temp. maxi et mini °C • Précipitation mm |          |             |             |              |              |              |              |              |             |            |          |

Les paramètres climatiques de la commune ont été estimés pour le milieu du siècle (2041-2070) selon différents scénarios d'émission de gaz à effet de serre à partir des nouvelles projections climatiques de référence DRIAS-2020. Ils sont consultables sur un site dédié publié par Météo-France en novembre 2022.

## Urbanisme

### Typologie
Au 1er janvier 2024, Scheibenhard est catégorisée bourg rural, selon la nouvelle grille communale de densité à sept niveaux définie par l'Insee en 2022.
Elle est située hors unité urbaine et hors attraction des villes,.

### Occupation des sols
L'occupation des sols de la commune, telle qu'elle ressort de la base de données européenne d’occupation biophysique des sols Corine Land Cover (CLC), est marquée par l'importance des territoires agricoles (82,6 % en 2018), en diminution par rapport à 1990 (84,7 %). La répartition détaillée en 2018 est la suivante : terres arables (76,5 %), zones urbanisées (8,9 %), zones industrielles ou commerciales et réseaux de communication (7,1 %), zones agricoles hétérogènes (6,1 %), forêts (1,4 %). L'évolution de l’occupation des sols de la commune et de ses infrastructures peut être observée sur les différentes représentations cartographiques du territoire : la carte de Cassini (XVIIIe siècle), la carte d'état-major (1820-1866) et les cartes ou photos aériennes de l'IGN pour la période actuelle (1950 à aujourd'hui).

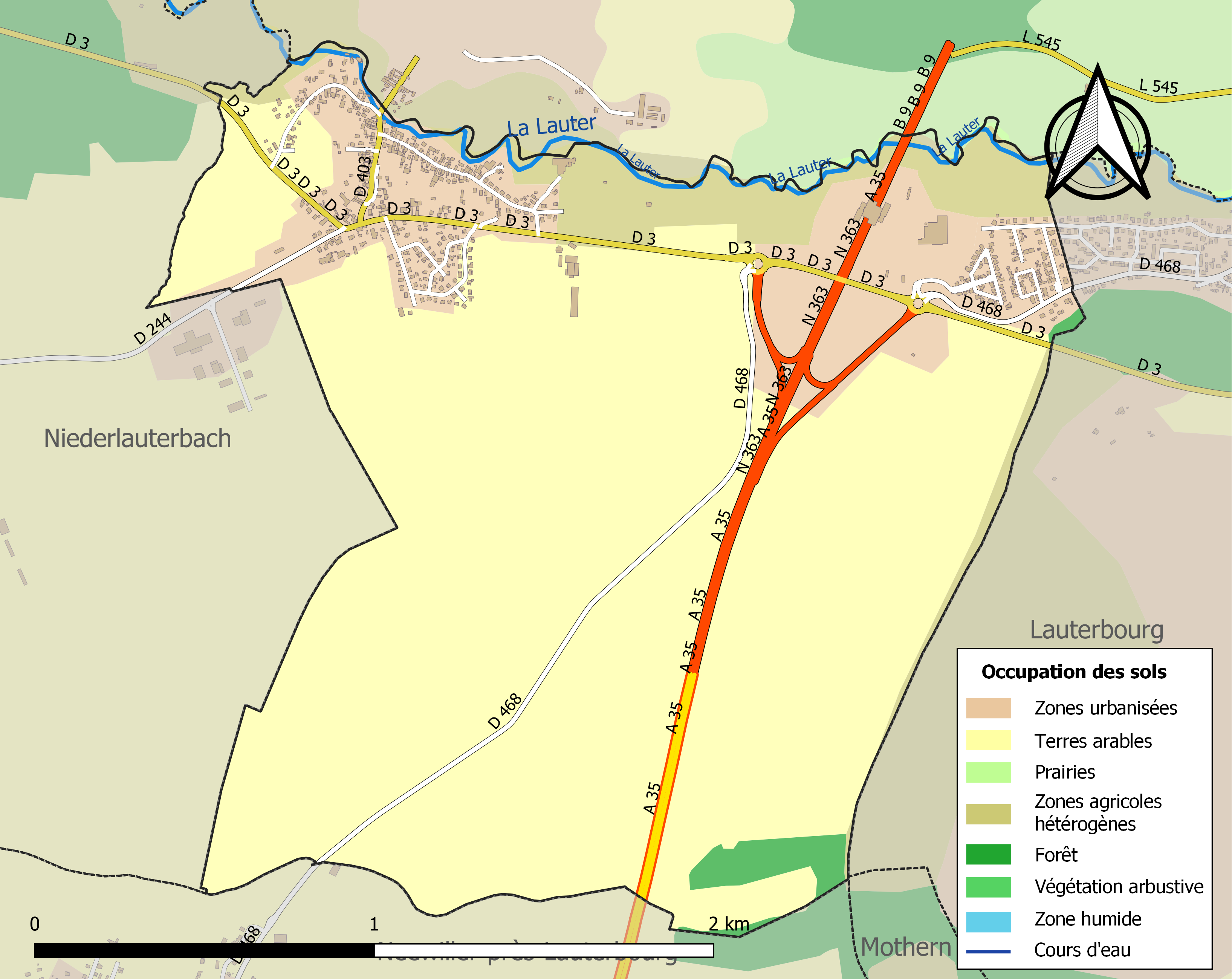
Carte des infrastructures et de l'occupation des sols de la commune en 2018 (CLC).

## Histoire

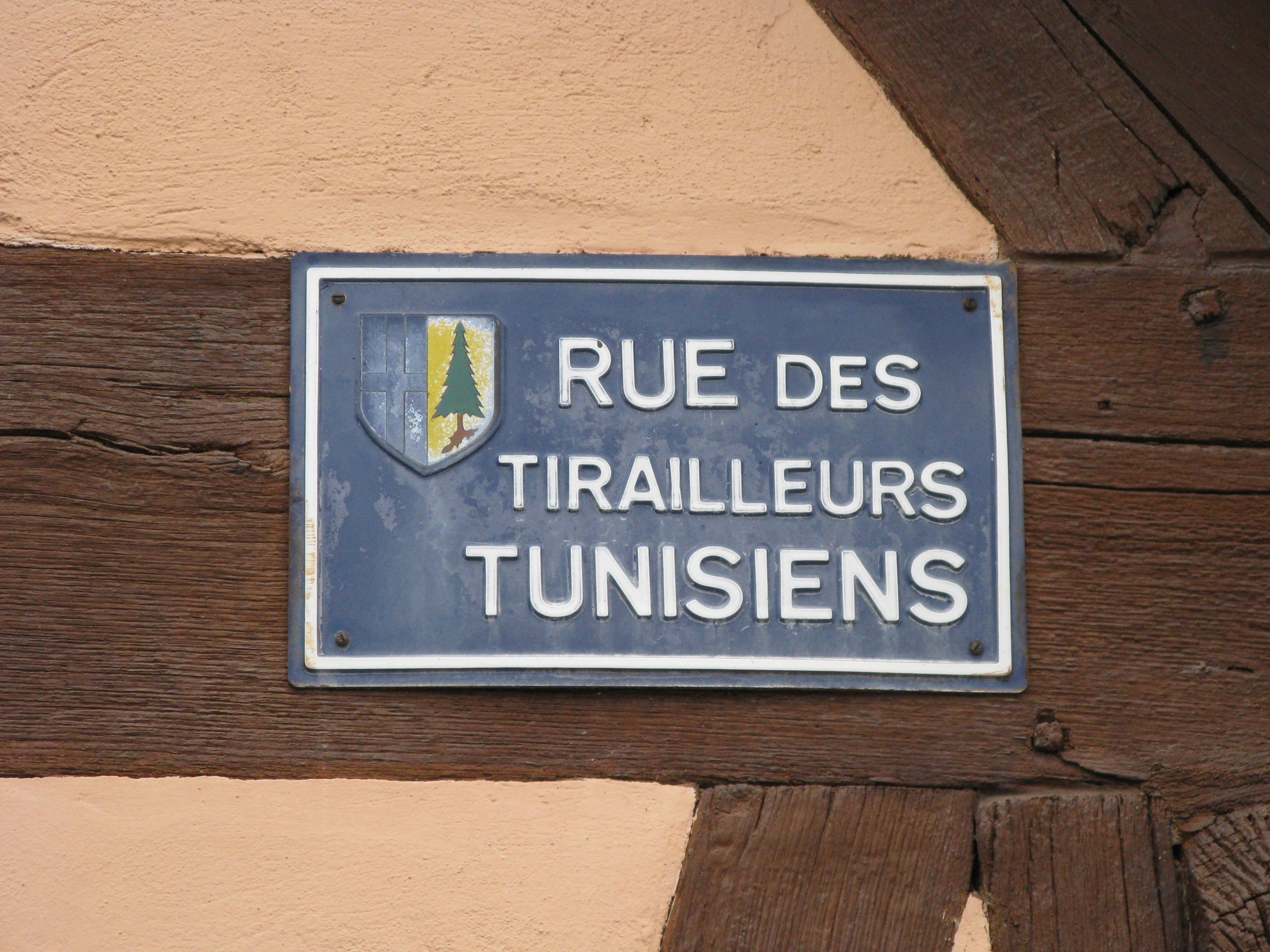
En mémoire des libérateurs « la rue des Tirailleurs-Tunisiens » à Scheibenhard en Alsace.

Scheibenhard et le village voisin allemand Scheibenhardt n'étaient qu'un seul même village jusqu'à la partition en 1815 due à la rectification de frontière décidée par le congrès de Vienne.
Le village est ensuite alternativement français et allemand comme le reste de l'Alsace au gré des conflits entre la France et l'Allemagne. Il est libéré le 19 mars 1945 par le 4e régiment de tirailleurs tunisiens. La rue par laquelle les tirailleurs descendaient vers la Lauter, après avoir traversé la rivière glaciale afin de rejoindre Scheibenhardt en Allemagne, s’appelle aujourd'hui, en souvenir de cet évènement, « rue des Tirailleurs-Tunisiens ». Ce régiment fut le premier régiment français à pénétrer en Allemagne.

### Héraldique
| Blason de Scheibenhard | Blason  | Parti : au premier de gueules à la croix d'argent, au second d'argent au sapin arraché de sinople. |
| Blason de Scheibenhard | Détails | |

## Toponymie
Schaiwert en francique méridional.

## Politique et administration
| Période                                  | Période  | Identité         | Étiquette   | Qualité |
| ---------------------------------------- | -------- | ---------------- | ----------- | ------- |
| Les données manquantes sont à compléter. |          |                  |             |         |
| mars 2001                                | mai 2020 | Francis Joerger  | PS puis DVG |         |
| mai 2020                                 | En cours | Gérard Helffrich |             |         |

## Transports en commun
L'ancienne ligne ferroviaire de Wissembourg à Lauterbourg était fermée en 1958.
Aujourd'hui, Scheibenhard est accessible par autocars des transports de commun :
L'ancienne ligne 314 de Wissembourg à Lauterbourg du Réseau 67 était remplacée par la ligne scolaire 340 de Mothern à Wissembourg de Fluo Grand Est 67, qui n'est accessible qu'aux élèves.
Côté allemand, la ligne 549 (opérateur : DB Regio Bus Mitte, réseaux KVV et VRN) relie Kandel et Berg via Hagenbach, desservant aussi l'arrêt de Scheibenhardt, Rathaus proche de la frontière. Elle circule du lundi au samedi environ toutes les une à deux heures. En période scolaire, certains voyages sont prolongés vers Wörth.

## Démographie
L'évolution du nombre d'habitants est connue à travers les recensements de la population effectués dans la commune depuis 1793. Pour les communes de moins de 10 000 habitants, une enquête de recensement portant sur toute la population est réalisée tous les cinq ans, les populations de référence des années intermédiaires étant quant à elles estimées par interpolation ou extrapolation. Pour la commune, le premier recensement exhaustif entrant dans le cadre du nouveau dispositif a été réalisé en 2006.

En 2022, la commune comptait 875 habitants, en évolution de +7,1 % par rapport à 2016 (Bas-Rhin : +3,17 %, France hors Mayotte : +2,11 %).
| 1793 | 1800 | 1806 | 1821 | 1831 | 1836 | 1841 | 1846 | 1851 |
| ---- | ---- | ---- | ---- | ---- | ---- | ---- | ---- | ---- |
| 542  | 632  | 793  | 494  | 580  | 589  | 605  | 647  | 608  |

| 1856 | 1861 | 1866 | 1871 | 1875 | 1880 | 1885 | 1890 | 1895 |
| ---- | ---- | ---- | ---- | ---- | ---- | ---- | ---- | ---- |
| 543  | 542  | 484  | 457  | 457  | 470  | 458  | 422  | 411  |

| 1900 | 1905 | 1910 | 1921 | 1926 | 1931 | 1936 | 1946 | 1954 |
| ---- | ---- | ---- | ---- | ---- | ---- | ---- | ---- | ---- |
| 417  | 418  | 396  | 408  | 376  | 359  | 386  | 363  | 358  |

| 1962 | 1968 | 1975 | 1982 | 1990 | 1999 | 2006 | 2011 | 2016 |
| ---- | ---- | ---- | ---- | ---- | ---- | ---- | ---- | ---- |
| 391  | 355  | 414  | 432  | 513  | 675  | 829  | 806  | 817  |

| 2021 | 2022 | - | - | - | - | - | - | - |
| ---- | ---- | - | - | - | - | - | - | - |
| 864  | 875  | - | - | - | - | - | - | - |

## Lieux et monuments

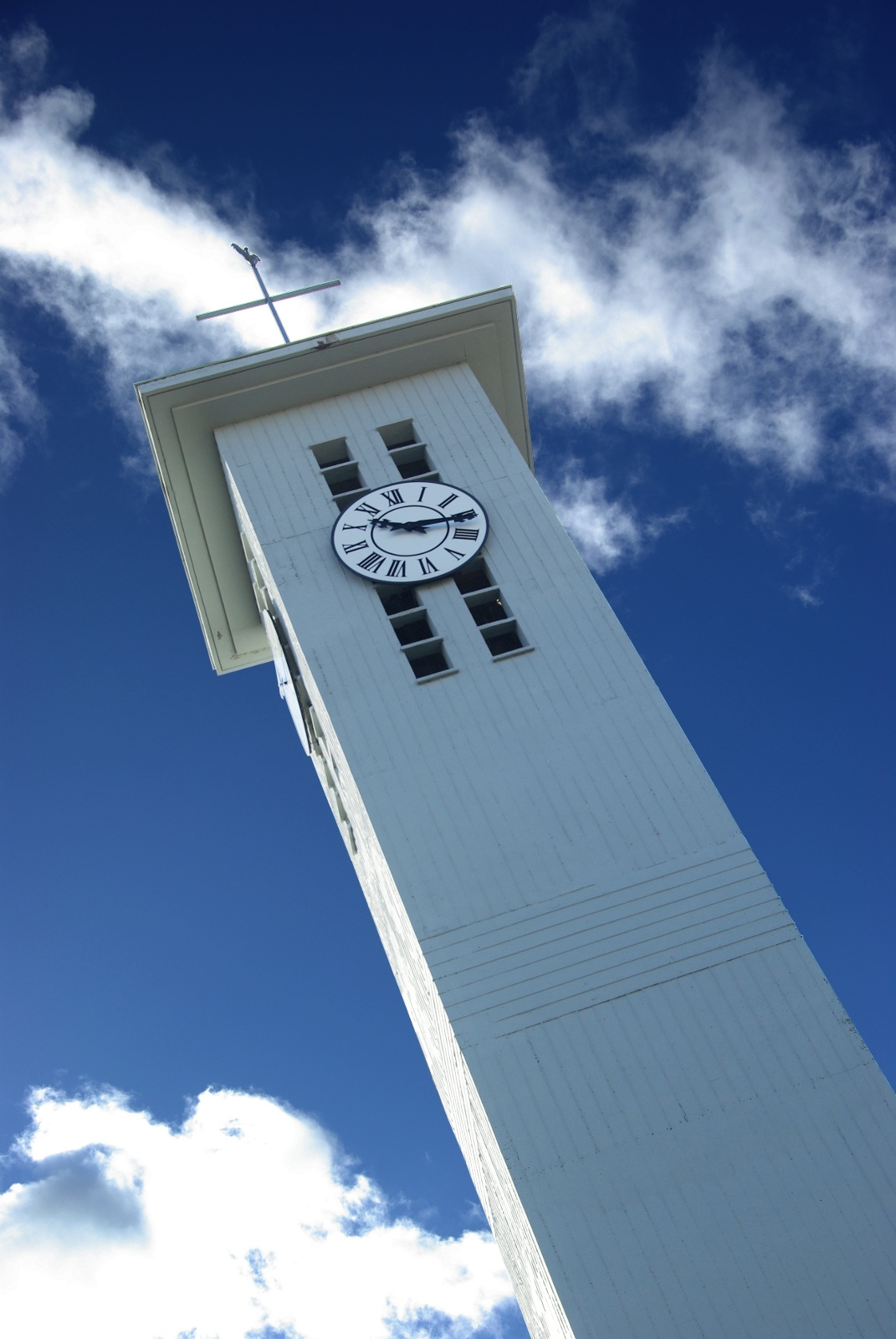
Clocher de l'église de Scheibenhard.
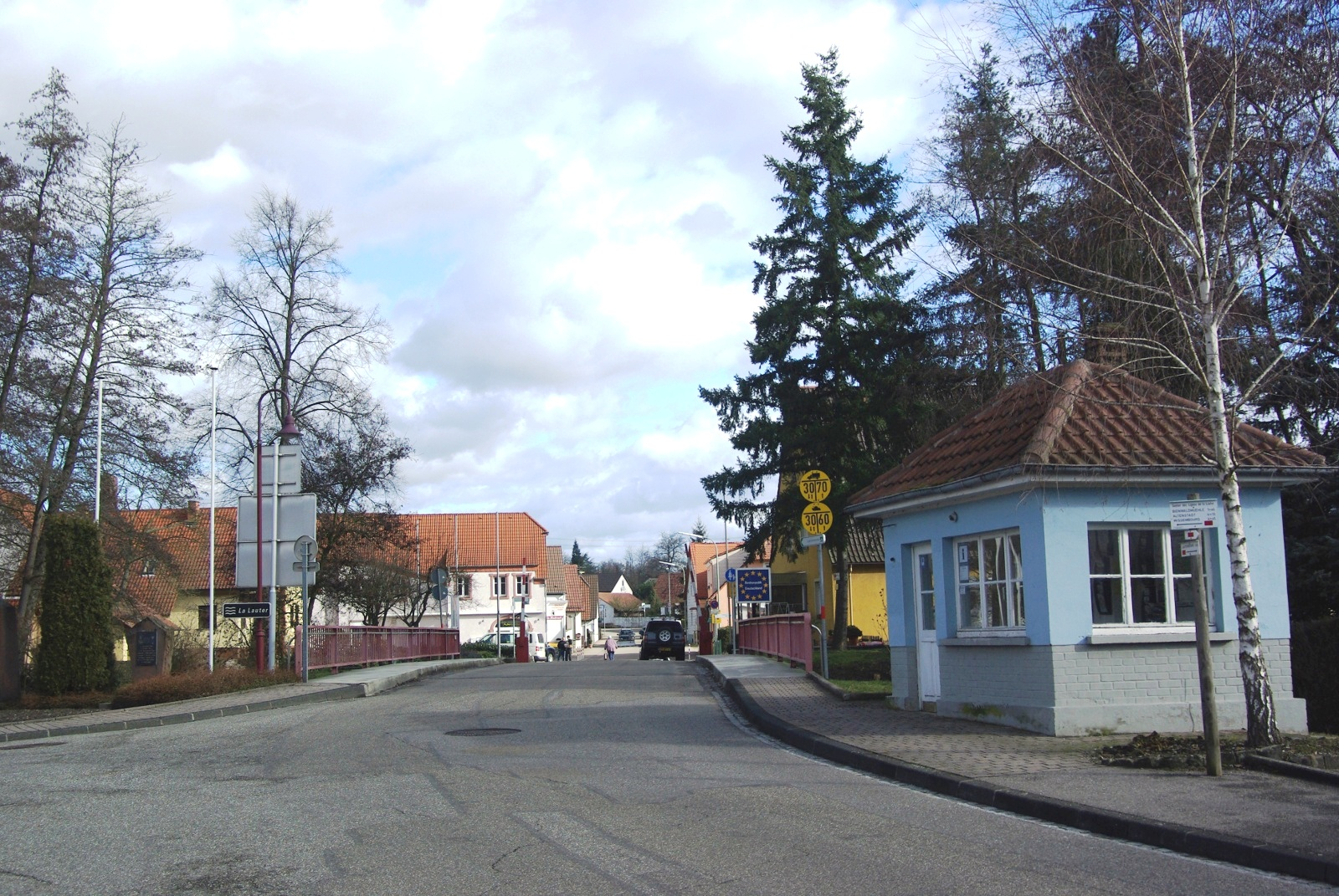
Le pont entre Scheibenhard et Scheibenhardt.

## Personnalités liées à la commune
- Joseph Helffrich (1890-1971).